# Чабак (остров)
Чаба́к — остров архипелага Норденшёльда. Административно относится к Таймырскому району Красноярского края России.

## География
Расположен в Карском море в южной части архипелага. Входит в состав островов Вилькицкого, лежит в их северной части. Окружён со всех сторон другими островами Норденшёльда: к северо-востоку лежат острова Новый и Стрижёва, к югу — Центральный, Корсар, Грозный, Пета и Тугут, к северо-западу — остров Октябрь, а к северу, за проливом Радзеевского — острова Красин и Добрыня Никитич. Все они, кроме последних двух, также входят в состав островов Вилькицкого. Расстояние до континентальной России составляет около 37 километров.

## Описание
Является вместе с островом Джекмана одним из двух крупнейших островов группы. Имеет неровную овальную сужающуюся на концах форму, вытянутую с юго-запада на северо-восток. Длина острова от северного окончания — мыса Бугор до юго-восточного — мыса Вал составляет около 6,85 километров, ширина — до 2,7 километра в центральной части.
Чабак — самый высокий остров группы и всего архипелага. Практически всю площадь острова занимает скала с пологими склонами высотой до 107 метров в центральной части острова. Склоны скалы и прибрежные участки острова покрыты каменистыми россыпями. Южный склон скалы покрыт заболоченными участками. К юго-западному берегу стекает непостоянный (промерзающий зимой) безымянный ручей.
Берега Чабака пологие, невысокие обрывы присутствуют лишь на северо-западе. Глубина моря у побережья острова резко увеличивается и достигает уже в 200—300 метрах 40 метров.
Редкая растительность на юге острова представлена мохово-лишайниковыми сообществами и короткой жёсткой травой. На вершине скалы установлен геодезический пункт.